# Clarinda
Clarinda est une ville dans l'État d'Iowa, aux États-Unis.
C'est aussi le chef-lieu du comté de Page. Lors du recensement de 2000, sa population était de 5 690 habitants.

## Histoire
Clarinda a été fondée en 1851.
En 1943, pendant la Seconde Guerre mondiale, un camp d'internement a été construit dans la ville, à l'emplacement de l'actuel aéroport. Constitué de 60 baraquements et de 150 lits d'hôpital, ce camp était censé accueillir jusqu'à 3 000 prisonniers. Les autorités y enferment d'abord des Allemands, puis des Italiens. En 1945, y arrivent des prisonniers de guerre japonais.

## Géographie
Clarinda se situe à 40° 44′ 15″ N, 95° 02′ 09″ O (40.737599, -95.035928) à une altitude de 318 mètres.

## Natifs célèbres
- Norman Maclean, auteur de La Rivière du Sixième Jour, est né à Clarinda en 1902.
- Alton Glenn Miller, chef d'orchestre de jazz (« In the mood », etc.) est né à Clarinda en 1904.

## Quelques photos de Clarinda

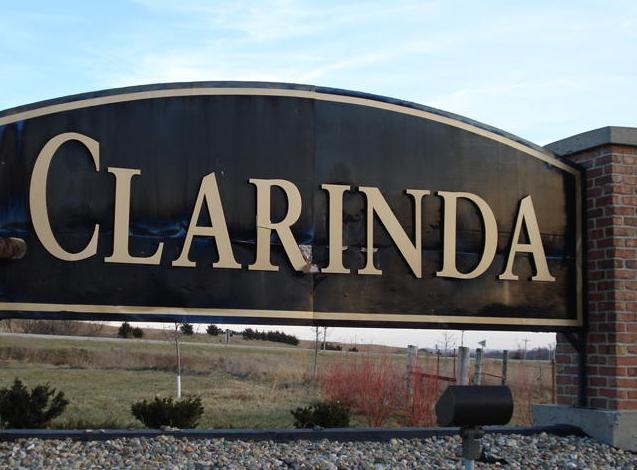
Panneau d'accueil de Clarinda.
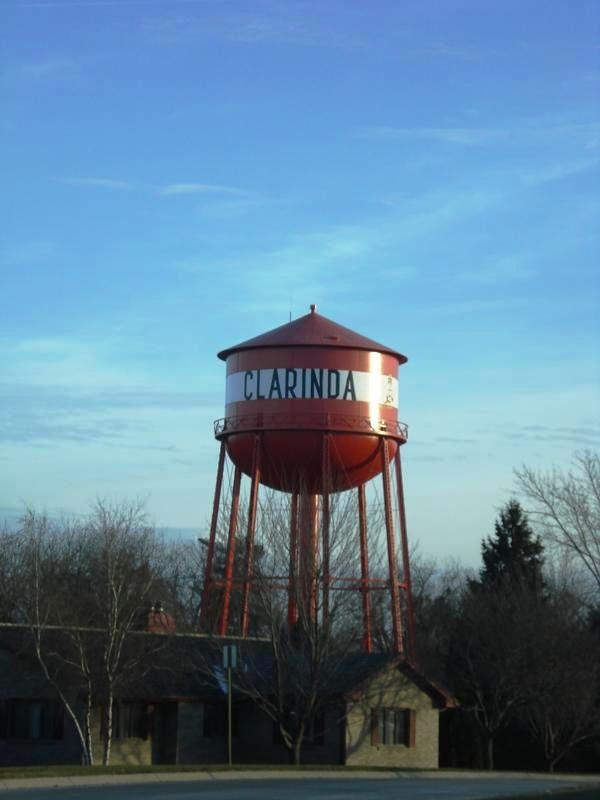
L'un des châteaux d'eau de Clarinda.
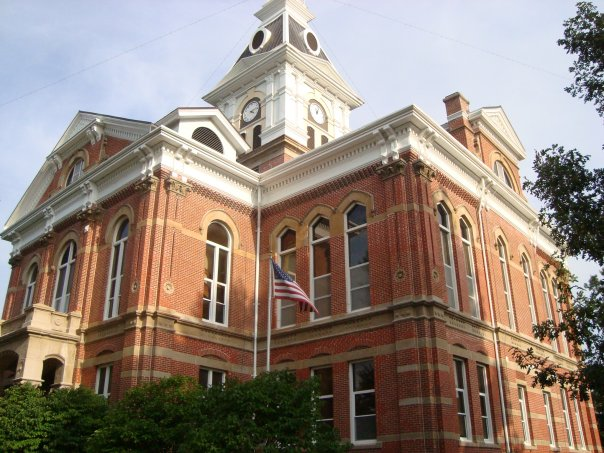
L'hôtel de ville de Clarinda.
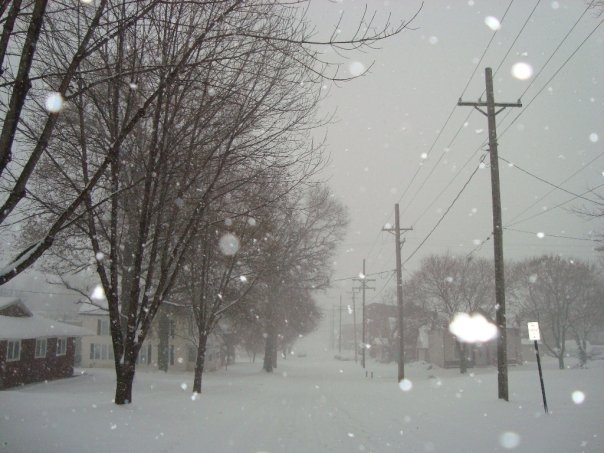
Clarinda sous la neige - Décembre 2009.

## Source
- (en) Cet article est partiellement ou en totalité issu de l’article de Wikipédia en anglais intitulé « Clarinda, Iowa » (voir la liste des auteurs).